# Józef (film 1995)
Józef (ang. Joseph, wł. Giuseppe) – film biblijny z 1995 w koprodukcji niemiecko-amerykańsko-włoskiej w reżyserii Rogera Younga. Zdjęcia kręcono w marokańskim Warzazat.
Film jest ekranizacją historii biblijnego patriarchy Józefa opisanej w Księdze Rodzaju. Film jest częścią cyklu filmowego Biblia (The Bible), znany też jest w Polsce pod tytułem Biblia: Józef. W tytułowego Józefa wcielił się Paul Mercurio, w jego ojca Jakuba-Izraela Martin Landau, zaś w Potifara – Ben Kingsley.

## Obsada
- Ben Kingsley – Potifar
- Paul Mercurio – Józef
- Martin Landau – Jakub
- Lesley Ann Warren – żona Potifara
- Alice Krige – Rachela
- Dominique Sanda – Lea
- Warren Clarke – Ednan
- Monica Bellucci – żona faraona
- Stefano Dionisi – faraon
- Valeria Cavalli – Asenat
- Kelly Miller – Tamar
- Gloria Carlin – Bilha
- Michael Angelis – Ruben
- Vincenzo Nicoli – Symeon
- Colin Bruce – Lewi
- Michael Attwell – Juda
- Davide Cincis – Dan
- Rodolfo Corsato – Neftali
- Pete Lee-Wilson – Gad
- Selva Rasalingam – Asser
- Diego Wallraff – Issachar
- Michael Zimmermann – Zabulon
- Jamie Glover – Beniamin
- Rinaldo Rocco – młody Józef
- Timur Yusef – mały Józef
- Paloma Baeza – Dina
- Brett Warren – mały Beniamin
- Anna Mazzotti – Zilpa
- Andrew Clover – Sychem
- Arthur Brauss – Hamor
- Gabriel Thomson – Efraim